# Mauro Vinícius da Silva

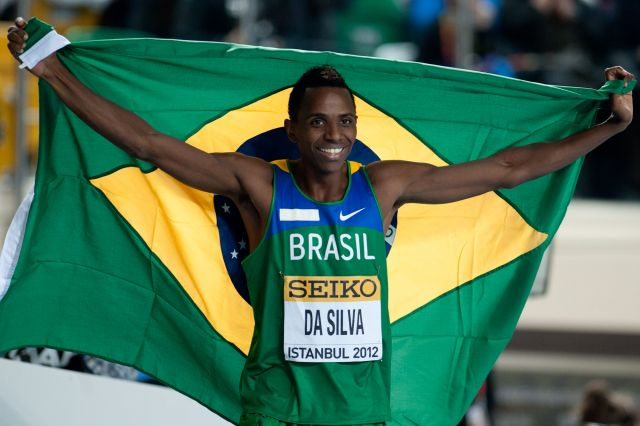
Mauro Vinícius da Silva nach seinem Gewinn der Goldmedaille bei den Hallenweltmeisterschaften 2012

Mauro Vinícius Hilário Lourenço da Silva, genannt Duda (* 26. Dezember 1986 in Presidente Prudente, Bundesstaat São Paulo) ist ein ehemaliger brasilianischer Leichtathlet. Er wurde vor allem bekannt als Weitspringer. Bei einer Körpergröße von 1,83 m betrug sein Wettkampfgewicht 69 kg.

## Leben
Mauro Vinícius da Silva wollte eigentlich Fußballspieler werden, deshalb schrieb er sich als 14-Jähriger in die Fußballschule von São Paulo ein. Seit seinem 16. Lebensjahr konzentrierte er sich jedoch auf die Leichtathletik. Sein Leichtathletiktrainer damals war Inaldo Sena. Seit 2007 trainierte er hauptsächlich Weitsprung und wurde von Aristides Junqueira trainiert. Sein Verein ist der Clube de Atletismo BM&FBOVESPA aus São Paulo.

## Erfolge
Mit der 4-mal-100-Meter-Staffel wurde er 2006 brasilianischer U23-Meister und holte eine Silbermedaille bei den südamerikanischen Olympischen Spielen U23 in Buenos Aires. 2007 gewann er die Troféu Brasil.
Im Weitsprung gewann er 2008 die brasilianische U23-Meisterschaft. Bei den Olympischen Spielen 2008 in Peking schaffte er es als 14. seiner Qualifikationsgruppe nicht, sich für das Finale zu qualifizieren. Bei den Ibero-amerikanischen Leichtathletik-Meisterschaften 2010 in San Fernando (Spanien) erhielt er im Weitsprung die Bronzemedaille. Sein größter Erfolg ist der Gewinn der Goldmedaille bei den Hallenweltmeisterschaften 2012 in Istanbul mit einer Weite von 8,23 m. Schon in der Qualifikation, die er gewann, hatte er mit 8,28 m einen neuen brasilianischen Hallenrekord gesprungen. Er verbesserte damit seinen brasilianischen Hallenrekord von 8,04 m aus dem Jahr 2009 aus Linz. 2013 gewann er die 48. Leichtathletik-Südamerikameisterschaften in Cartagena (Kolumbien) mit einem Meisterschaftsrekord von 8,24 m. Seinen Hallenweltmeistertitel konnte er 2014 in Sopot mit 8,28 m verteidigen.

### Persönliche Bestleistungen

#### Freiluft
- Weitsprung: 8,31 m am 7. Juni 2013 in São Paulo
- 100-Meter-Lauf: 10,40 s am 21. Juni 2007 in São Paulo
- 200-Meter-Lauf: 21,02 s am 19. August 2007 in São Paulo

#### Halle
- Weitsprung: 8,28 m am 9. März 2012 in Istanbul (brasilianischer Rekord)
- 60-Meter-Lauf: 6,76 s am 11. Februar 2009 in Wien